# Асэб (вулкан)
Асэб — вулкан в Эритрее в области Дэбуб-Кэй-Бахри.
Асэб — вулканическое поле. Наивысшая точка — 987 метров. Находится недалеко от побережья Красного моря.
Вулканическое поле Асэб занимает обширную территорию, застывшие лавовые потоки и небольшие шлаковые конусы занимают площадь размером 55 X 90 километров. Отдельные пирокластические потоки достигают солёных вод Красного моря и окраин крупного эритрейского города на юге страны — Асэба. Материал изверженного материала состоит преимущественно из базальтовых пород, в которые входит пикрит, оливины, трахиты и другие природные материалы.
На Асэбе довольно много разломов, из которых выходят пары различных газов. Вулканическая активность в современный период практически постоянна, но серьёзных извержений не наблюдалось.